# 焦若愚
焦若愚（1915年10月9日—2020年1月1日），原名焦常志，男，汉族，河南叶县三里湾村人。中华人民共和国政治人物、外交官。
曾任沈阳市市长、中共沈阳市委第一书记、第八机械工业部部长、北京市人民政府市长，第一届全国人大代表、第五届全国人大代表、第五届全国政协委员等职。

## 生平
1915年10月9日出生于河南省叶县。1933年9月至1937年7月，先后在北平市立第二中学、北平华北大学政治经济系读书。1936年9月加入中国共产党，在中共北方局领导下的东北特别支部（“东特”）、东北人民抗日救国联合会工作。
1937年抗战爆发后，投笔从戎，化名焦土。任国民抗日军秘书，曾任北平党内刊物《公理报》编辑。1938年5月任晋察冀边区宛平县抗日民主政府第二任县长，并改名为焦若愚。1940年4月从平西抗日根据地调冀东抗日游击区，1940年秋任晋察冀边区第十三行政督察专员公署（简称冀东专署）第一任专员。后任冀热边行署第五地区区委代理书记兼冀热边第五专署专员、冀热辽区党委第十八地委书记兼第十八军分区政委等职。
1945年抗战胜利后，1945年9月18日被李运昌派遣接管沈阳伪市政府。1945年10月10日沈阳的苏军军管会军管会主任宣布：白希清担任沈阳市市长，焦若愚任副市长。1946年1月兼任沈阳市政府干部学校校长。辽宁军区第四军分区政治委员，辽南军区独立第五师兼第五军分区政治委员。
1948年11月2日，任沈阳特别市副市长兼秘书长。1952年12月任沈阳市市长，1954年8月任中共沈阳市委第一书记。1955年6月起兼任沈阳市政协第一、第二、第三、第四、第五届委员会主席。1965年8月调外交部，1965年12月任中华人民共和国驻朝鲜大使，1966年10月26日应召回国参加“文化大革命”，没有再返任。1972年任首任中国驻秘鲁大使。1977年5月任中国驻伊朗大使。1979年8月30日奉调回国，1979年9月13日出任第八机械工业部部长、党组书记，1981年1月出任北京市委第二书记、北京市代理市长。1981年8月28日成立北京市水资源委员会，焦若愚兼任主任委员，对北京市水资源进行全面监督管理。1982年到1983年3月兼任北京市市长、中共中央纪律检查委员会委员等职位。1983年3月改任中共北京市顾问委员会主任。1987年担任中顾委委员。1990年亚洲运动会期间，焦若愚担任亚运村“村长”，1996年12月离休。
2012年11月，97岁高龄的焦若愚出席中国共产党第十八次全国代表大会，是年龄最大的十八大代表。2017年10月，成为中共十九大北京市党代表，102岁高龄的焦若愚出席中共十九大，是年龄最大的十九大代表。
2020年1月1日上午9时12分在北京医院逝世，享嵩寿104岁。2020年1月7日上午举行告别仪式。